# Gare du Poil - Majastres
La gare du Poil - Majastres est une ancienne gare ferroviaire française de la ligne de Nice à Digne, située sur le territoire de la commune de Chaudon-Norante, dans le département des Alpes-de-Haute-Provence en région Provence-Alpes-Côte d'Azur. Mise en service en 1898, elle avait vocation à desservir les communes du Poil et de Majastres, situées à plusieurs heures de marche dans le  massif du Montdenier, après franchissement d'un col à près de 1500 mètres d'altitude. Elle a été fermée en 2013.

## Situation ferroviaire
Établie à 689 mètres d'altitude, la halte du Poil - Majastres était située au point kilométrique (PK) 123,726 de la ligne de Nice à Digne, entre les gares de Barrême (s'intercale la halte du Saut-du-Loup) et de Chaudon-Norante.

## Histoire
La « halte-arrêt » du Poil-Majastres est mise en service le 2 juin 1898, pour les voyageurs sans bagages et les chiens accompagnés, par la Compagnie des chemins de fer du Sud de la France, sur la section de Saint-André-les-Alpes à Mézel ouverte à l'exploitation en 1892. En 1925, la ligne est reprise par la société des Chemins de fer de Provence.

## Service des voyageurs
Cette halte voyageurs était un arrêt facultatif desservi par quatre aller-retours par jour. Elle est fermée au trafic depuis 2013.

## Anecdote
Sur l’écriteau de l'abri de la halte, il est inscrit «LE POIL MAJASTRE» sans le «S».